# کارل کولسکی
کارل کولسکی (چکی: Karel Kolský؛ ۲۱ سپتامبر ۱۹۱۴ – ۲ فوریهٔ ۱۹۸۴) یک بازیکن فوتبال، و مربی فوتبال اهل چکسلواکی بود.

## باشگاهی
از باشگاه‌هایی که در آن بازی کرده‌است می‌توان به باشگاه فوتبال اسپارتا پراگ اشاره کرد

## تیم ملی
وی سابقه ۱۵ بازی در تیم ملی فوتبال چکسلواکی را در کارنامه دارد.